# Alan Bates
Sir Alan Arthur Bates, CBE (Allestree, Derbyshire, 17 de fevereiro de 1934 — Londres, 27 de dezembro de 2003), foi um ator britânico nascido na Inglaterra.
Foi indicado ao Oscar por The Fixer (1968) e vencedor do Prêmio Tony em 2002, ano em que foi sagrado cavaleiro pela rainha da Inglaterra.
Iniciou a carreira nos anos 50, no teatro britânico do pós-guerra, e atuou em filmes marcantes como Alexis Zorba (1964) e Far from the Madding Crowd (1966).
Em 1969, Bates estrelou em Women in Love, dirigido por Ken Russell com Oliver Reed e Glenda Jackson, no qual Bates e Reed lutaram nus.
Bates foi casado com a atriz Victoria Ward de 1970 até a morte dela por ataque cardíaco em 1992, embora eles tivessem se separado muitos anos antes. Eles tiveram filhos gêmeos, nascidos em novembro de 1970: os atores Benedick Bates e Tristan Bates. Tristan morreu após um ataque de asma em Tóquio em 1990.
Bates teve vários relacionamentos gays, incluindo aqueles com o ator Nickolas Grace e o patinador olímpico John Curry, conforme detalhado na biografia autorizada de Donald Spoto, Otherwise Engaged: The Life of Alan Bates. Spoto caracterizou a sexualidade de Bates como ambígua e disse: "ele amava mulheres, mas gostava de seus relacionamentos mais próximos com homens". Mesmo depois que a homossexualidade foi parcialmente descriminalizada na Inglaterra em 1967, Bates evitou rigorosamente entrevistas e perguntas sobre sua vida pessoal, e até negou a seus amantes homens que houvesse um componente homossexual em sua natureza. Ao longo de sua vida, Bates procurou ser considerado charmoso e carismático, ou pelo menos como um homem que, como ator, poderia parecer atraente e atraído por mulheres. Ele também escolheu alguns papéis com um aspecto de homossexualidade ou bissexualidade, incluindo o papel de Rupert no filme Women in Love de 1969 e o papel de Frank no filme We Think the World of You de 1988 .
Nos últimos anos de sua vida, Bates teve um relacionamento com a atriz galesa Angharad Rees.
Bates morreu aos 69 anos de idade, vítima de câncer.

## Filmografia selecionada
- The Statement (2003) (br: A confissão)
- Evelyn (2002)
- The Sum of All Fears (2002) (pt/br: A soma de todos os medos)
- The Mothman Prophecies (2002) (br: A última profecia)
- Gosford Park (2001) (br: Assassinato em Gosford Park)
- In the Beginning (2000) (br: No início)
- St. Patrick: The Irish Legend (2000)
- Nicholas' Gift (1998)
- Oliver's Travels (1995)
- Silent Tongue (1994) (br: O Espírito do Silêncio)
- Losing Track (1992)
- Unnatural Pursuits (1992)
- Dr. M (1990)
- Hamlet (1990) (1990)
- 102 Boulevard Haussmann (1990)
- Force majeure (1989)
- We Think the World of You (1988)
- A Prayer for the Dying (1987)
- The Wicked Lady (1983)
- Britannia Hospital (1982)
- A Voyage Round My Father (1982) (pt: O Melhor Pai do Mundo)
- The Return of the Soldier (1982) (pt: O regresso do soldado)
- Nijinsky (1980) (pt: Nijinsky, a sua história / br: Nijinsky - uma história real)
- The Rose (1979) (pt/br: A Rosa)
- An Unmarried Woman (1978) (pt: Uma mulher só / br: Uma mulher descasada)
- The Collection (1976)
- In Celebration (1975)
- The Go-Between (1970) (pt/br: O mensageiro)
- Women in Love (1969) (pt/br: Mulheres apaixonadas)
- The Fixer (1968) (pt/br: O homem de Kiev)
- Far From The Madding Crowd (1967) (pt: Longe da multidão / br: Longe deste insensato mundo)
- Georgy Girl (1966) (br: Georgy, a feiticeira)
- Alexis Zorbas (1964) (pt/br: Zorba, o Grego)
- Nothing But the Best (1964)
- The Running Man (1963) (pt: Um homem em fuga)
- The Entertainer (1960) (br: O anfitrião)